# Jonathan Holmes
Jonathan Alexander Holmes (San Antonio, Texas, 9 de diciembre de 1992) es un jugador de baloncesto estadounidense que actualmente se encuentra sin equipo. Con 2,06 metros de altura, juega en la posición de alero.

## Trayectoria deportiva

### Universidad
Jugó durante cuatro temporadas con los Longhorns de la Universidad de Texas, en las que promedió 9,2 puntos y 5,9 rebotes por partido. En su temporada júnior fue incluido en el segundo mejor quinteto de la Big 12 Conference tras liderar a su equipo en anotación.

### Profesional
Tras no ser elegido en el Draft de la NBA de 2015, jugó con los Boston Celtics en la NBA Summer League de Las Vegas, donde promedió 12,2 puntos y 5,6 rebotes en los 8 partidos que disputó. El 13 de agosto fichó por Los Angeles Lakers. Durante la pretemporada ufrió una grave lesión en la cadera que le apartó seis meses de los terrenos de juego.
En septiembre de 2016 fichó por Cleveland Cavaliers, pero fue despedido ante del comienzo de la temporada tras disputar seis partidos de preparación. El 1 de noviembre fichó por los Canton Charge, equipo afiliado de los Cavs en la NBA D-League, pero tres días más tarde aceptó la oferta de jugar en la liga ACB de la mano del  FC Barcelona, que ante el cúmulo de lesiones, lo fichó por dos meses con opción de seguir hasta final de temporada. El 7 de enero de 2017 el Barcelona anunció que se desprendía del jugador, siendo readquirido por los Charge.
En enero de 2020, regresa a España para jugar en las filas del Real Canoe Natación Club Baloncesto Masculino de la Liga LEB Oro hasta el final de la temporada.
[actualizar]